# Ngô ngọt

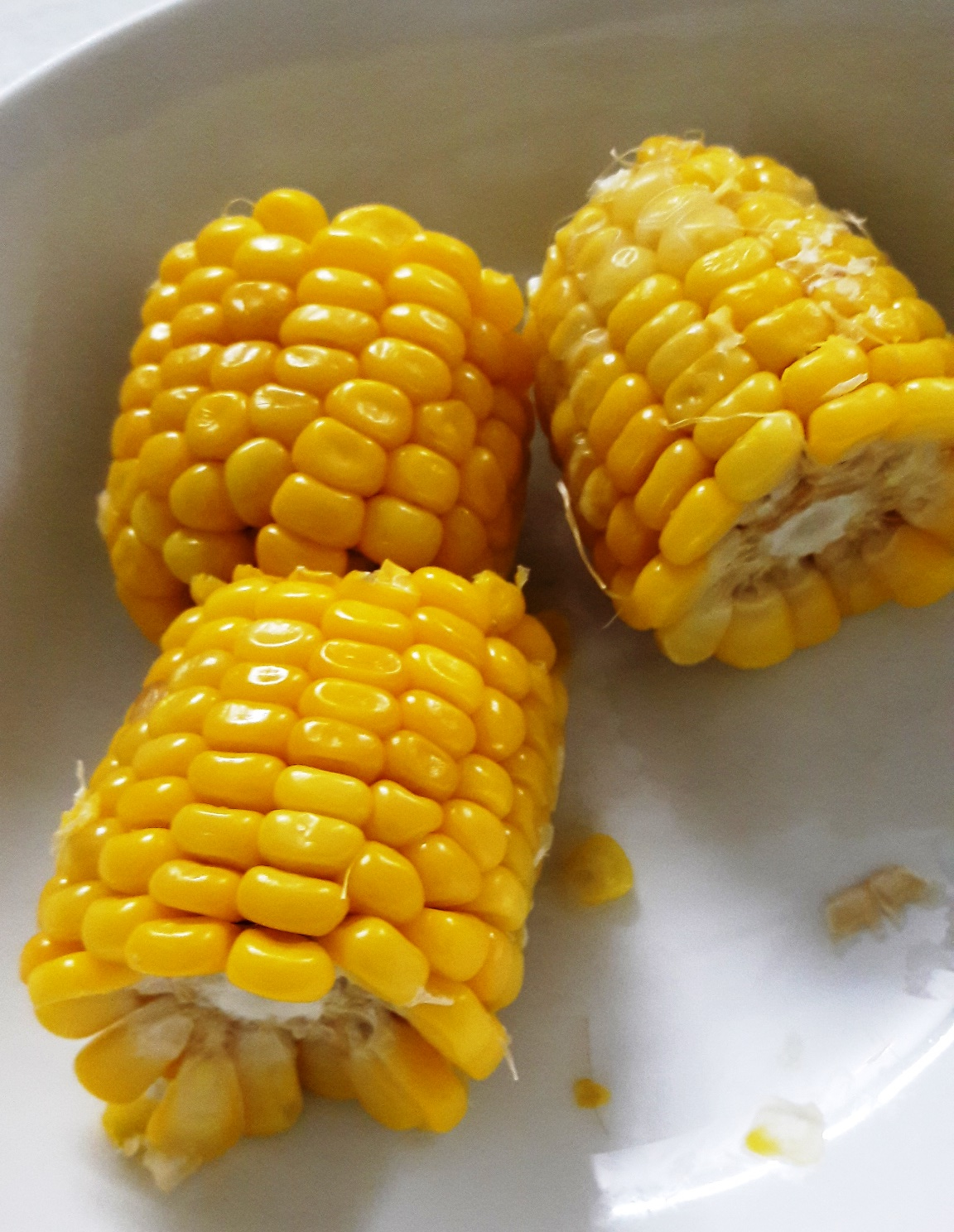
Ngô ngọt ở Việt Nam

Ngô ngọt hay ngô đường, bắp ngọt, bắp đường (Zea mays convar. saccharata var. rugosa); là giống ngô có hàm lượng đường cao. Ngô ngọt là kết quả xuất hiện tự nhiên của đặc tính lặn của gen điều khiển việc chuyển đường thành tinh bột bên trong nội nhũ của hạt ngô. Trong khi các giống ngô thông thường được thu hoạch khi hạt đã chín thì ngô ngọt thường được thu hoạch khi bắp chưa chín (ở giai đoạn "sữa"), và thường dùng như một loại rau hơn là ngũ cốc. Quá trình chín của hạt ngô liên quan đến việc chuyển hóa đường thành tinh bột nên ngô ngọt thường được ăn tươi, đóng hộp, đông lạnh.

## Hình ảnh

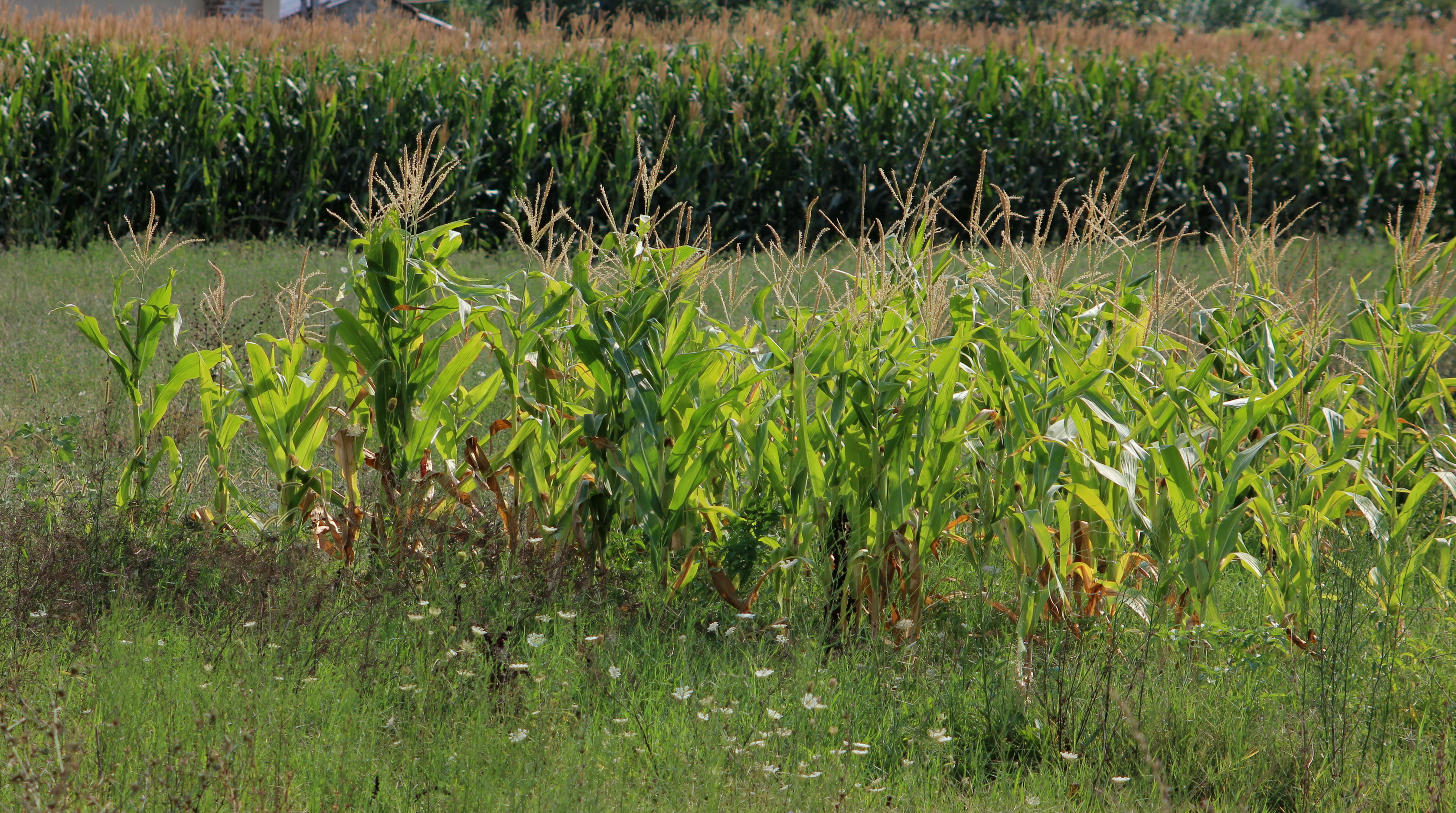
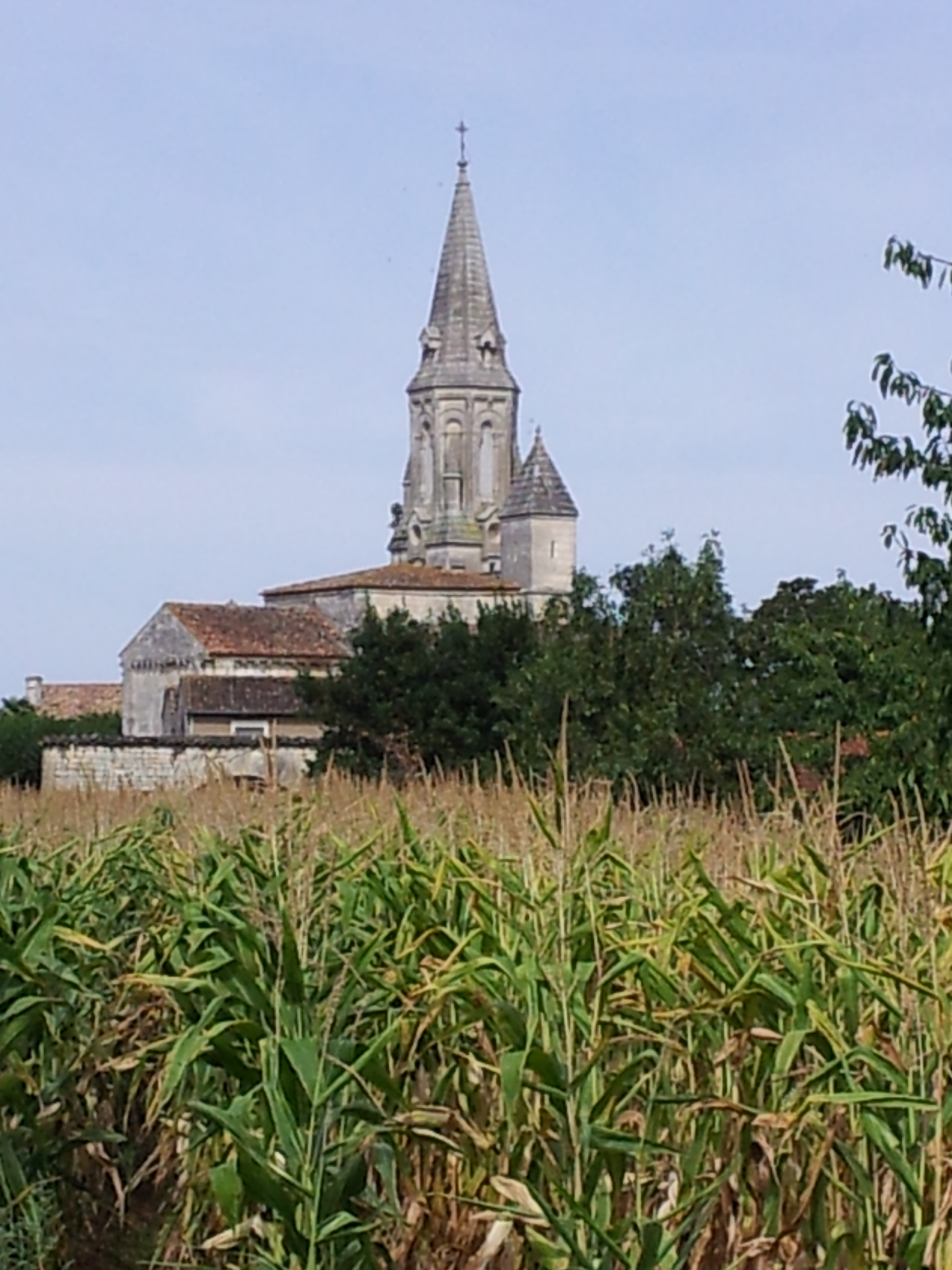
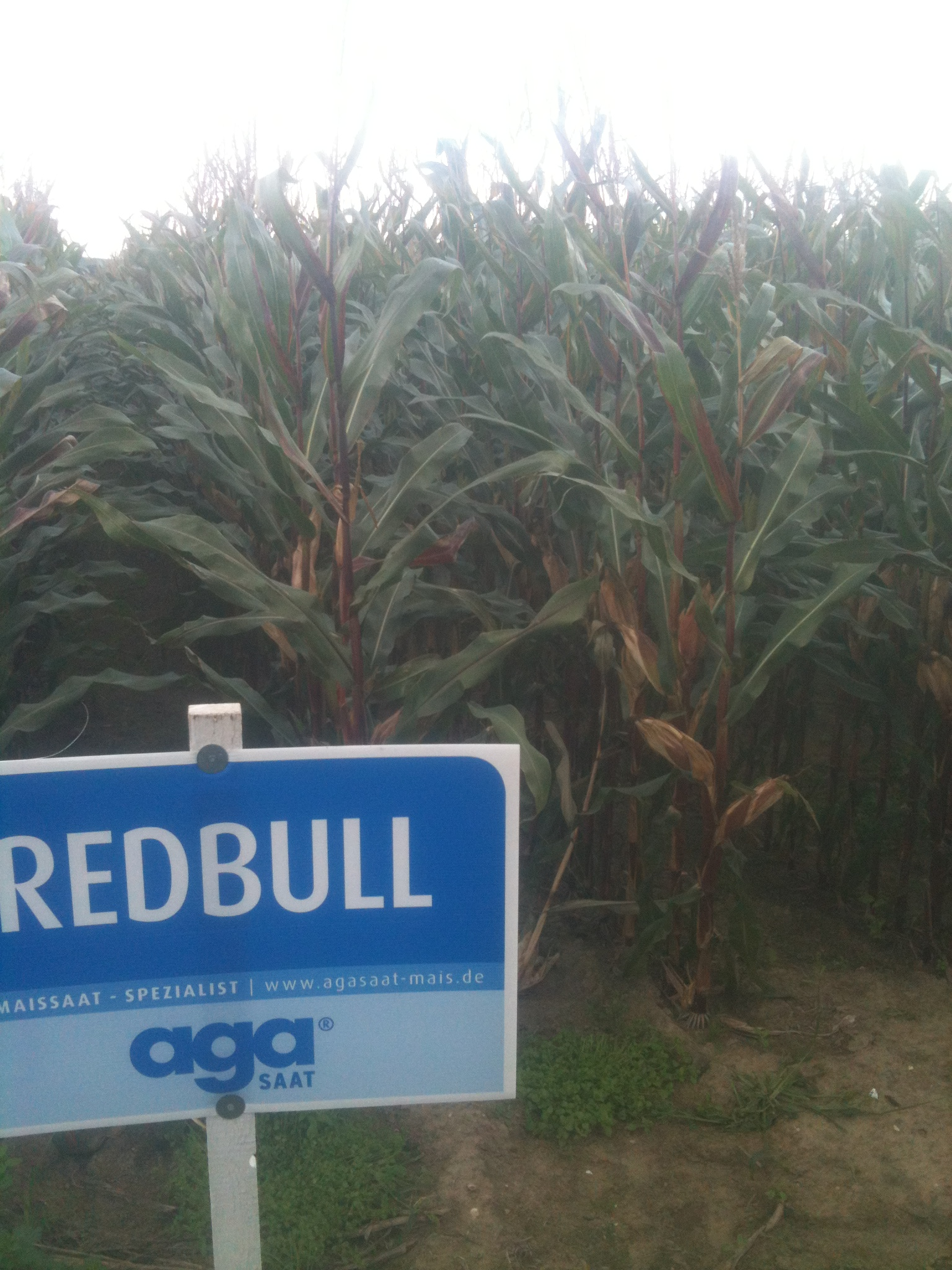
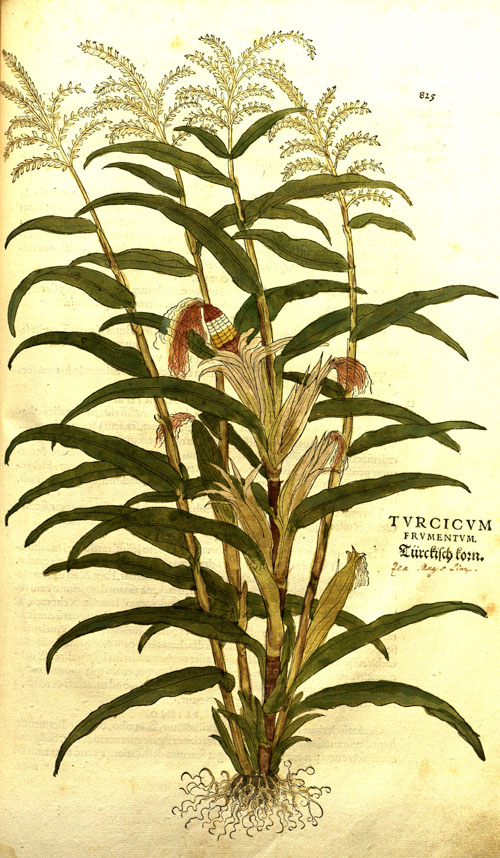